# K. Sivan
Sivan Kailasavadivoo, né le 14 avril 1957 , est un scientifique spatial indien qui a été secrétaire du ministère de l'espace et président de l'organisation indienne de recherche spatiale et de la commission spatiale,. Il a auparavant été directeur du centre spatial Vikram Sarabhai et du Centre des systèmes de propulsion liquide.

## Biographie

### Parcours scolaire
Sivan est né à Sarakkalvilai, près de Nagercoil dans le district de Kanyakumari de l'État du Tamil Nadu en Inde. Ses parents sont Kailasavadivu et sa mère Chellam. Il est le premier diplômé de sa famille. Plus tard, Sivan a obtenu un baccalauréat en génie aéronautique du Madras Institute of Technology en 1980. Par la suite, il a obtenu une maîtrise en ingénierie aérospatiale de l'Institut indien des sciences de Bangalore en 1982 et a commencé à travailler à l'ISRO. Plus tard, Sivan Kailasavadivu a obtenu un doctorat en ingénierie aérospatiale de l'Institut indien de technologie de Bombay en 2006. Il est membre de l'Indian National Academy of Engineering, de l'Aeronautical Society of India et de la Systems Society of India.

### Carrière
Sivan a travaillé sur la conception et le développement de lanceurs pour l'organisation indienne pour la recherche spatiale. Sivan a rejoint l'ISRO en 1982 pour participer au projet Polar Satellite Launch Vehicle (PSLV). Il a été nommé directeur du Liquid Propulsion Systems Center de l'ISRO le 2 juillet 2014. Il a reçu un doctorat en sciences de l'Université Sathyabama de Chennai en avril 2014. Le 1er juin 2015, il devient directeur du centre spatial Vikram Sarabhai.
Sivan a été nommé chef de l'ISRO en janvier 2018 et a pris ses fonctions le 15 janvier. Sous sa présidence, l'organisation indienne pour la recherche spatiale a lancé Chandrayaan 2, la deuxième mission sur la Lune, le 22 juillet 2019. L'orbiteur est toujours en orbite autour de la lune en août 2023.
Le 30 décembre 2020, sa présidence a été prolongée d'un an jusqu'en janvier 2022, son mandat antérieur s'étendant jusqu'en janvier 2021.
Le 25 janvier 2021, la commission centrale de vigilance a enregistré une plainte contre le président et secrétaire du département de l'espace de l'organisation indienne pour la recherche spatiale, K Sivan, concernant des allégations d'irrégularités dans le recrutement de son fils dans le centre des systèmes de propulsion liquide de l’ISRO à Valiamala, Thiruvananthapuram, en contournant les normes.

## Prix
- Prix Dr APJ Abdul Kalam, 2019[12].
- Médaille IEEE Simon Ramo, partagée avec Byrana N. Suresh, 2020[13].